# ゲルク派
ゲルク派（ゲルクは、蔵: དགེ་ལུགས་པ་、dge lugs pa）、またはゲルー派（ゲルーは）はチベット仏教4大宗派の1つで、ツォンカパの開いた宗派である。黄帽派（こうぼうは）、黄教（こうきょう）とも呼ばれる。ガンデン寺を総本山とする。ダライ・ラマ、パンチェン・ラマもこの宗派に所属している。

## 概要
17世紀以降、歴代のダライ・ラマがチベットの政教双方の最高指導者となったのにともない、ゲルク派もまたチベット仏教の最大宗派となった。20世紀中葉以降、中華人民共和国のチベット支配によってチベット仏教全般が抑圧されたが、中でもゲルク派は徹底的な弾圧を受けた。しかし、21世紀現在でもゲルク派がチベット仏教の最大宗派であることに変わりはない。
ツォンカパは中観帰謬論証派の立場から顕教を重視し、密教は顕教を完全に修めた者だけに許可されるという「倫理性」を重んじた。ツォンカパの宗教的な情熱、徹底した論理性などが当時の僧侶の心を動かし、ツォンカパ在世当時から多くの信奉者が集まった。
その後、ゲルク派では顕教重視の観点から仏教学全般についての教科書（yig cha）が多数編纂され、教育カリキュラムが整備され、一定の方法で多数の僧侶を育てる体勢が整った。地方から中央の寺院に留学生を取り、教育した後に地方に帰して、そこでさらに同じ教育体制を築くという方法で勢力を拡大していった。

## 運営
ゲルク派の管長（教主）は、総本山ガンデン寺の座主であるガンデン・ティパ。ガンディン・ティパはゲルク派の高僧の中から互選され、ダライ・ラマの承認を受けた上で任命される。ガンディン・ティパは原則として数年ごとの任期制であるが、ダライ・ラマ14世の師のひとりであるリン・リンポチェに限り、終身座主を務めた。2009年から2016年にかけてのガンデン・ティパは、ラダック出身の第102代リゾン・リンポチェ。2016年には第103代ガンデン・ティパの座にジェツン・ロブサン・テンジン（Jetsun Lobsang Tenzin）がついた。

## 寺院
ゲルク派の主要寺院として、次のものがあげられる。ガンデン寺、セラ寺、デプン寺をゲルク派三大寺院、タシルンポ寺を加えて同四大寺院、さらにタール寺（クンブン寺、クンブム寺）とラブラン寺を加えて同六大寺院と呼ぶ。
1. ガンデン寺 - ゲルク派の総本山。ガンデン・ティパの座所。
2. セラ寺
3. デプン寺 - 17世紀までダライ・ラマの座所。
4. タシルンポ寺 - パンチェン・ラマの座所。
5. タール寺（クンブン寺、クンブム寺）
6. ラプラン寺

## ゲルク派内の原理主義
なお、17世紀半ばからゲルク派内部の保守強硬派によって行われてきた護法尊シュクデンの崇拝がダライ・ラマ14世によって批判されたが、これについてシュクデン崇拝者たちはダライ・ラマによって「自分たちのシュクデン信仰を禁止された」、あるいは「破門された」と主張し、宗派内での深刻な問題となっている。シュクデンを信仰をするグループは「シュクデン派」と呼ばれている。シュクデン派の中には、もともとのゲルク派と袂を分かったグループや、ゲルク派からは離脱しないながらシュクデン信仰を止めないグループが含まれている。